# Драгомир Арнаутовић
Драгомир Арнаутовић (7. септембар 1883. Пирот - 19. децембар 1944, Трстеник) био је доктор техничких наука, књижевник и песник пореклом из Пирота.

## Биографија
Арнаутовић је завршио нижу гимназију у Пироту 1898. године. Вишу гимназију је похађао у Београду после пет година. Уписао је студије на Правном факулету где га искључују на две године због учешћа у мартовским демонтрацијама 1903. године.  
Када се десила анексија БиХ, Арнаутовић је био главна спона између београдске омладине и Младе Босне. 
Био је учесник балканских ратова где је био рањен. У Првом светском рату се повлачио са војском преко Албаније а након тога отишао у Француску. 
У Француској је научио језик и радио је у Дирекцији железница. Када се вратио у своју земљу, радио је у Министарству саобраћаја и у Дирекцији железница. У том периоду је био и председник Удружења железничара Југославије. 
Основао је часопис Железнички венац који је излазио у периоду од 1934 - 1938. године. 
Докторирао је на Сорбони са темом Историја југословенских железница 1937. године.
Основао је и удружење Action demokraticue franco-yugoslave. 
Писао је разне приказе и песме и објављивао их је у часопису Железнички венац. Такође је и преводио са француског језика. 

## Радови
За собом је оставио рукопис романа под називом Стенице из 1938. године. Остала његова дела су: Историја српских железница 1850-1918  из 1934. године и Основи комерцијалне енциклопедије српских железница из 1911. године.